# Gokujō Parodius Da! Deluxe Pack
Gokujō Parodius Da! Deluxe Pack (極上パロディウスだ! DELUXE PACK?), también conocido en Europa como Parodius, es un recopilatorio de dos videojuegos de la saga Parodius de matamarcianos de Konami. Fue publicado en Japón para PlayStation en 1994, siendo reeditado en 1997 dentro de la línea The Best y en 2003 dentro de la línea PSone Books, y para Sega Saturn en 1995. En enero de 1996 fue publicado en Europa para ambas videoconsolas, sin recibir lanzamiento oficial en América.
Parodius Deluxe Pack contiene los siguientes videojuegos:
- Parodius Da!, versión arcade.
- Gokujō Parodius, versión arcade.

Se trata de recreaciones bastante fieles a las versiones de recreativa, con la salvedad de los tiempos de carga, alguna ralentización y ciertos cambios en los extras presentes.